# Raki właściwe
Raki właściwe (Eucarida) – nadrząd skorupiaków z gromady pancerzowców i podgromady Eumalacostraca.

## Opis
Skorupiaki średnie do wielkich. Głowa i tułów zrośnięte w pokryty karapaksem głowotułów. Karapkas ściśle przylega do segmentów tułowiowych. Czułki drugiej pary o dwuczłonowej części nasadowej. Oczy złożone, zwykle osadzone na słupkach. Żuwaczki pozbawione żuwek. Występuje jedna lub trzy par szczękonóży albo nie ma ich wcale. Skrzela najczęściej osłonięte są bokami karapaksu.

## Biologia i ekologia
Samice nie mają komór lęgowych, ale jaja u wielu gatunków noszone są przez nie pod odwłokiem. Rozwój zwykle z przeobrażeniem, a najczęściej występującą larwą jest żywik.
Pancerzowce te zasiedlają wody słone, słodkie, są ziemnowodne, a nawet lądowe. Spotyka się w tej grupie symbionty, komensale oraz pasożyty małży.

## Systematyka
Zazwyczaj zalicza się tu trzy rzędy: szczętki, Amphionidacea i dziesięcionogi. Część autorów uważa taki takson za siostrzany dla torboraków, dla bazalnych pancerzowców lub też dla lasonogów. Analiza Richtera i Scholtza z 2001 wskazuje natomiast, że Eucarida są parafiletyczne bez torboraków. Z kolei inne badania wskazują na polifiletyzm Eucarida – według nich szczętki są najbliżej spokrewnione z lasonogami lub z hoplitowcami, a dziesięcionogi zajmują pozycję bazalną względem torboraków.